# Facing the Animal
Facing the Animal studijski je album švedskog glazbenika, gitarista Yngwie Malmsteena koji je objavljen u veljači 1998. godine. Na albumu bubnjeve svira glazbeni veteran Cozy Powell.

## Popis pjesama
Autor svih pjesama je Yngwie J. Malmsteen.
1. "Braveheart" – 5:18
2. "Facing the Animal" – 4:37
3. "Enemy" – 4:53
4. "Sacrifice" – 4:16
5. "Like an Angel - For April" – 5:47
6. "My Resurrection" – 4:47
7. "Another Time" – 5:02
8. "Heathens from the North" – 3:38
9. "Alone in Paradise" – 4:33
10. "End of My Rope" – 4:23
11. "Only the Strong" – 6:04
12. "Poison in Your Veins" – 4:21
13. "Air on a Theme" – 1:44
14. "Casting Pearls Before the Swine" – 3:56 (bonus skladba)

## Zasluge
- Yngwie J. Malmsteen - Električna gitara, Klavijature, Bas gitara, Pozadinski vokali
- Mats Leven - Vokal
- Mats Olausson - Klavijature
- Barry Dunaway - Bas gitara
- Cozy Powell - Bubnjevi

Dizajn albuma: Rich DiSilvio